# Liste der Bodendenkmäler in Büchlberg
Auf dieser Seite sind die Bodendenkmäler in der niederbayerischen Gemeinde Büchlberg zusammengestellt. Diese Tabelle ist eine Teilliste der Liste der Bodendenkmäler in Bayern. Grundlage ist die Bayerische Denkmalliste, die auf Basis des Bayerischen Denkmalschutzgesetzes vom 1. Oktober 1973 erstmals erstellt wurde und seither durch das Bayerische Landesamt für Denkmalpflege geführt wird. Die folgenden Angaben ersetzen nicht die rechtsverbindliche Auskunft der Denkmalschutzbehörde.

## Bodendenkmäler in Büchlberg
| Lage                     | Objekt | Akten-Nr.     | Bild                                                      |
| ------------------------ | --- | ------------- | --------------------------------------------------------- |
| (Standort)               | Siedlung oder Gräber vor- und frühgeschichtlicher Zeitstellung. | D-2-7247-0024 |                                                           |
| (Standort)               | Untertägige mittelalterliche und frühneuzeitliche Befunde im Bereich des abgegangenen mittelalterlichen Adelssitzes Denkhof.                                              | D-2-7247-0029 |                                                           |
| Kirchplatz 4 (Standort)  | Untertägige mittelalterliche und frühneuzeitliche Befunde im Bereich der katholischen Pfarrkirche St. Laurentius von Denkhof und ihrer mittelalterlichen Vorgängerbauten. | D-2-7247-0030 | weitere Bilder                                            |
| Marktplatz 10 (Standort) | Untertägige mittelalterliche und frühneuzeitliche Befunde im Bereich der katholischen Pfarrkirche St. Ulrich von Büchlberg und ihrer Vorgängerbauten.                     | D-2-7347-0049 | Untertägige mittelalterliche und frühneuzeitliche Befunde |
| (Standort)               | Teilabschnitt der vereinigten Bergreichensteiner, Winterberger und Prachatitzer Zweige des mittelalterlich-frühneuzeitlichen Altweges Goldener Steig.                     | D-2-7347-0113 |                                                           |
| (Standort)               | Teilabschnitt der vereinigten Bergreichensteiner, Winterberger und Prachatitzer Zweige des mittelalterlich-frühneuzeitlichen Altweges Goldener Steig.                     | D-2-7347-0114 |                                                           |